# Coluber rubriceps
Coluber rubriceps este o specie de șerpi din genul Coluber, familia Colubridae, descrisă de Venzmer 1919. Conform Catalogue of Life specia Coluber rubriceps nu are subspecii cunoscute.